# История Лихтенштейна
Территория, которую сейчас занимает Княжество Лихтенштейн, была политически определена в 814 году с образованием провинции Нижняя Реция. 
Границы Лихтенштейна остаются неизменными с 1434 года, когда по реке Рейн была установлена граница между Священной Римской империей и Швейцарскими кантонами.

## Античность

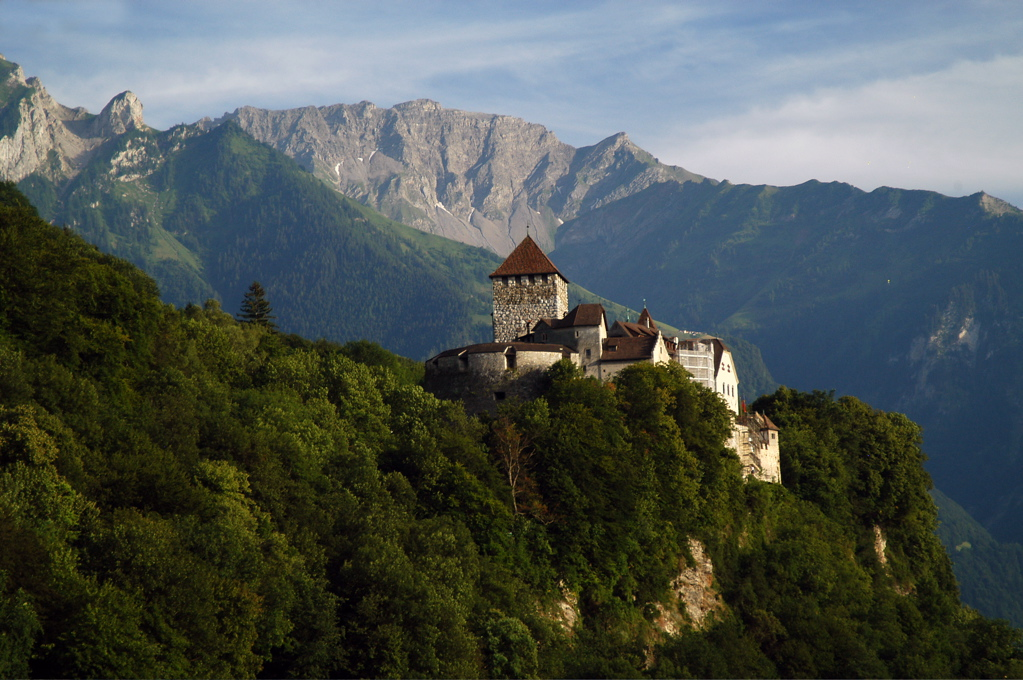
Замок Вадуц, построенный в период Средневековья

До прихода римлян, здесь жило племя реты, имевшее культурное влияние кельтов. Часть Лихтенштейна вообще была ненаселённой. Римляне включили Лихтенштейн в состав своей империи в 15 году до н. э.
Римские дороги пересекали регион с севера на юг, через Альпийский перевал Шплюгенпасс (нем. Splügenpass), пересекая Альпы и выходя на краю поймы на правом берегу Рейна, который долгое время оставался незаселённым из-за периодических наводнений. Римские поселения были обнаружены в деревнях Шаанвальд (нем. Schaanwald) и Нендельн (нем. Nendeln). Позднее на севере Алемании были увековечены остатки Римского форта Шан.

## Средневековье

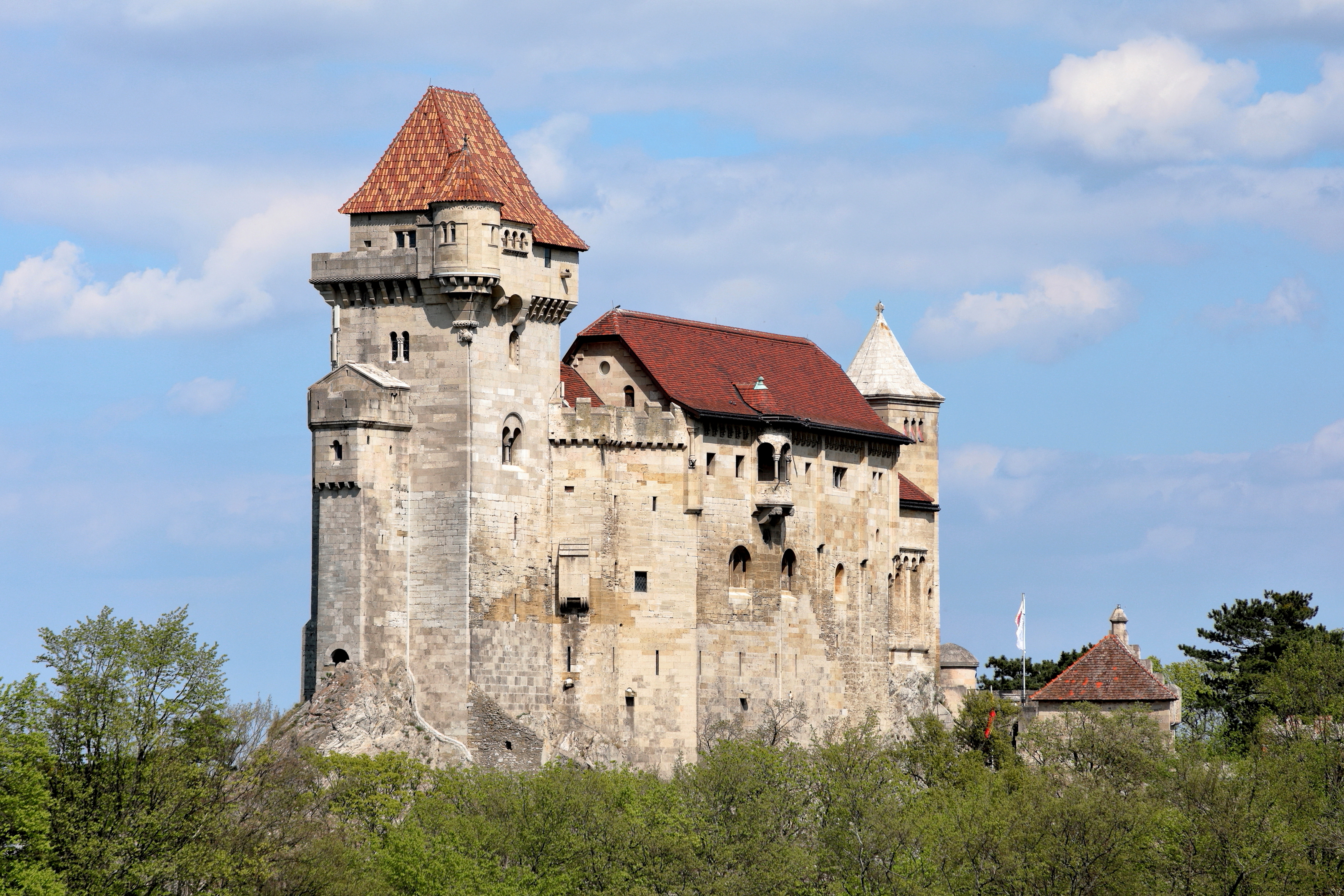
Замок Лихтенштайн

Часть Реции была включена в состав Франкского государства и делилась на части в течение последующего времени. Поскольку Герцогство Швабия прекратило своё существование в 1268 году в ходе неудачного итальянского похода правителя Иерусалимского королевства Конрадина Гогенштауфена, все подданные герцогства стали вассалами имперского престола (то же самое произошло с Вестфалией, когда герцогство Саксония было разделено на несколько княжеств после того, как король Германии Фридрих Барбаросса лишил Генриха Льва всех его владений).
Средневековое графство Вадуц было образовано в 1342 году, как малая часть графства Верденберг династии Монфорт (нем. Grafen von Montfort). В XV веке произошли три войны, в результате которых были понесены некоторые разрушения.
Династия Лихтенштейнов, от которой Княжество берёт своё название, а не наоборот, носит название от замка Лихтенштайн (нем. Schloss Lichtenstein) в Нижней Австрии, которым они владели по меньшей мере с 1140 года до XIII века и с 1807 года до настоящего времени. На протяжении веков династия приобретала большие участки земли преимущественно в Моравии (Чехия), Нижней Австрии и Герцогстве Штирия, но все эти обширные и богатые территории были частями феодальных поместий других, более крупных феодалов, в частности, различных ветвей семьи Габсбургов, у которых многие Лихтенштейны были придворными советниками. Таким образом, не имея земель, подчиняющихся непосредственно императорскому престолу, династия Лихтенштейнов была не в состоянии соответствовать основному требованию, чтобы получить право на заседание в Рейхстаге Священной Римской империи, хотя в конце XVII века ей был присвоен княжеский ранг.

## Новое время
В ходе Тридцатилетней войны (1618—1648 года) в Лихтенштейн вторглись войска Австрийской империи и Швеции.
На протяжении XVII века страна была поражена чумой и страдала от Охоты на ведьм, в результате которой более 100 человек подверглись преследованиям и были казнены.
Князь Иоганн Адам Андреас (нем. Johann Adam Andreas von Liechtenstein) купил владение Шелленберг в 1699 году и графство Вадуц в 1712 году. Он также имел обширные землевладения в Австрии, Богемии и Моравии, но эти земли не подчинялись непосредственно империи. Таким образом, князь был лишён права доступа в Совет князей и тех привилегий, которые оно повлекло бы за собой.
23 января 1719 года указом императора Карла VI княжество Шелленберг и графство Вадуц были объединены в княжество Лихтенштейн, первым князем которого и стал Антон Флориан фон Лихтенштейн (нем. Anton Florian von und zu Liechtenstein). В период с 1703 по 1711 год, во время Войны за испанское наследство Антон Флориан служил главным казначеем и премьер-министром при дворе эрцгерцога Карла, ставшего впоследствии императором Карлом VI. За свои заслуги Антон Флориан получил титул испанского гранда.

## XIX век

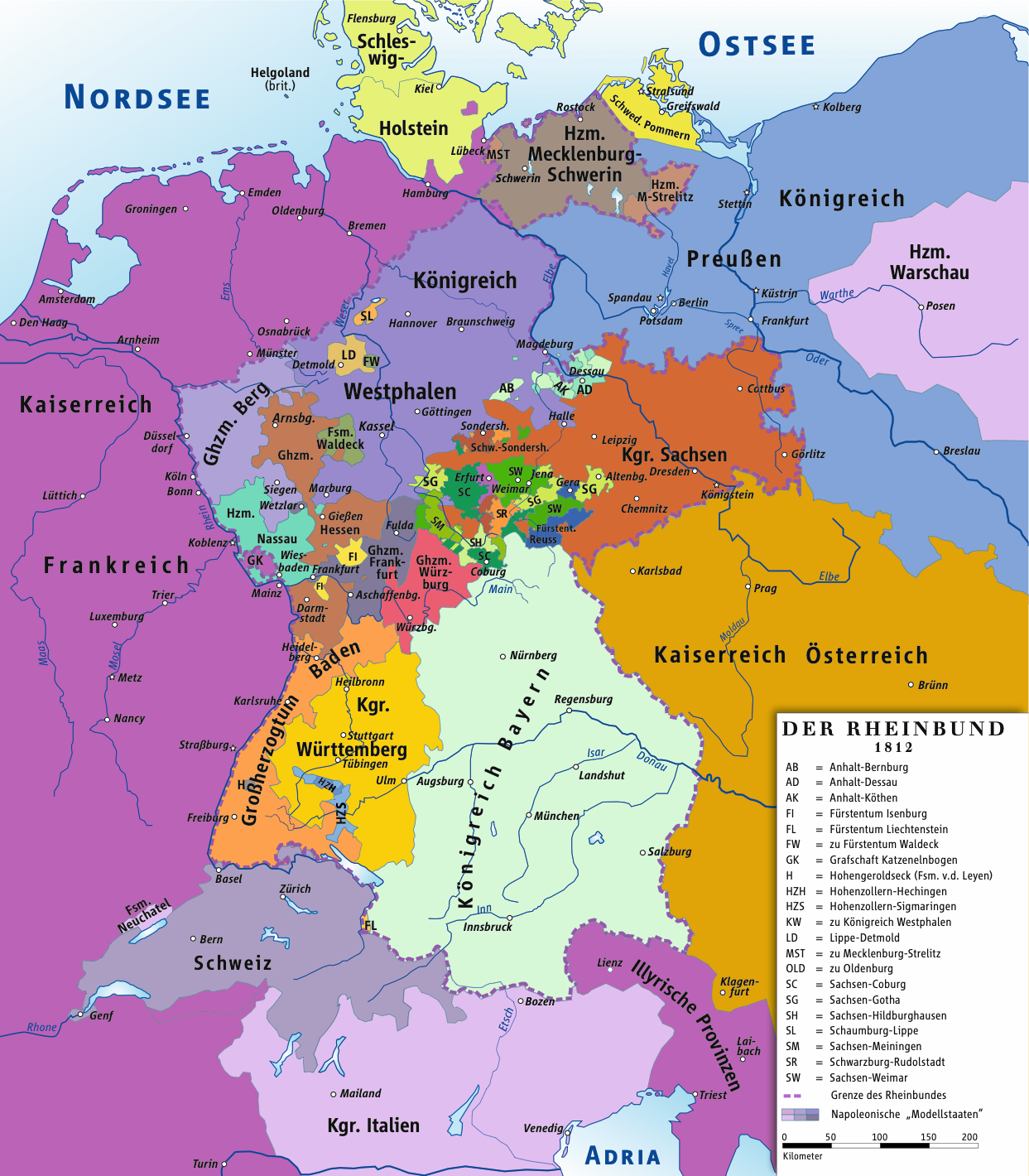
Карта Рейнского союза

Лихтенштейн стал суверенным государством в 1806 году, после распада Священной Римской империи и последующего за ним создания Наполеоном Рейнского союза.
В 1804 году во Франции началась Эпоха империи Наполеона Бонапарта, несмотря на это Лихтенштейн сохранил свою независимость до 1815 года. После образования Германского союза (нем. Deutscher Bund) Лихтенштейн вошёл в его состав, в котором и находился до распада Германского союза, произошедшего из-за поражения Австрийской империи в Австро-прусско-итальянской войне.
В 1818 году Иоганн I предоставил конституцию, но она была ограничена по своей природе. Также в 1818 году состоялся первый визит члена семьи Лихтенштейнов, принца Алоиза II. В 1848 году лихтенштейнский историк Петер Кайзер был избран представителем Лихтенштейна во Франкфуртском национальном собрании. Благодаря близости Петера Кайзера к Алоизу II Лихтенштейну удалось избежать революционных потрясений.
В 1862 году была принята новая конституция, предусматривавшая представительство населения в парламенте. В 1868 году, после распада Германского союза, Лихтенштейн распустил свою армию, состоявшую из 80 мужчин, и объявил о своём постоянном нейтралитете, который почитался во время обеих мировых войн.

## Лихтенштейн во время мировых войн
В Первой мировой войне Лихтенштейн соблюдал нейтралитет, хоть и был тесно связан с Австро-Венгрией. Экономический ущерб, понесённый из-за военного конфликта, заставил страну заключить таможенный и валютный союз со Швейцарией. В 1919 году Лихтенштейн и Швейцария подписали договор, по которому Швейцария брала на себя представление интересов Лихтенштейна на дипломатическом и консульском уровне в тех странах, где он не был представлен.
Весной 1938 года, сразу же после Аншлюса, 84-летний князь Лихтенштейна Франц I отрёкся от престола, назначив в качестве своего преемника своего 31-летнего троюродного брата Франца Иосифа II. Хотя князь Франц I утверждал, что он отрёкся от престола из-за своего возраста, утверждается, что он не хотел оставаться на престоле в то время, когда Германия поглотит Лихтенштейн.
22 июля 1929 года Франц женился в Вене на Елизавете фон Гутманн, дворянке еврейского происхождения. Местные нацисты обращали внимание на её национальность. Хотя Лихтенштейн не имел официальной нацистской партии, партия «Национальный союз» годами симпатизировала и оказывала поддержку Нацистскому движению.
Князь Франц Иосиф II стал первым князем государства, имеющим постоянную резиденцию именно в Лихтенштейне.
В Лихтенштейне в 1930-е годы действовало нацистское Германское национальное движение Лихтенштейна, которое 24 марта 1939 года предприняло попытку государственного переворота, но она была легко подавлена. 
В течение Второй мировой войны Лихтенштейн оставался нейтральным, несмотря на то, что семейные реликвии из военной зоны были вывезены для сохранности в Лихтенштейн (и Лондон). В 1945 году на территории княжества нашли убежище солдаты генерала Б. А. Хольмстон-Смысловского, в выдаче которых Советскому Союзу было отказано.
После войны Чехословакия и Польша активизировали возврат того, что они считали германской собственностью, заявив свои права на потомственные земли и владения династии Лихтенштейнов в Богемии, Моравии и Силезии (князья Лихтенштейна жили в Вене до Аншлюса). Экспроприации подверглись более 1,600 км² сельскохозяйственных и лесных угодий, в том числе несколько замков и дворцов семьи. Гражданам Лихтенштейна было запрещено въезжать на территорию Чехословакии во время холодной войны. 
Лихтенштейн предоставил политическое убежище приблизительно пяти сотням солдат из Первой русской национальной армии (военное формирование, действовавшее в составе вермахта в годы Второй мировой войны под руководством Смысловского). Это событие увековечено в Русском памятнике (памятник отмечен на всех туристических картах страны) на границе города Хинтершелленберг (англ. Hinterschellenberg). Закон о предоставлении убежища имел огромное значение для страны, поскольку страна была бедной, и испытывала большие трудности обеспечением едой и жильём такой большой группы беженцев. В конце концов, Аргентина согласилась предоставить постоянное жильё и политическое убежище беженцам.

## Послевоенное время
Испытывая тяжёлое финансовое положение после войны, династия Лихтенштейнов часто прибегала к продаже художественных ценностей семьи, включая, например, портрет «Джиневра Бенчи» Леонардо да Винчи, который был приобретён Национальной галерей искусств США в 1967 году. Однако в течение следующего десятилетия Лихтенштейн начал процветать после модернизации своей экономики благодаря привлечению многих компаний из-за низких налоговых ставок. Лихтенштейн становился всё более значимым финансовым центром в Европе. 
В 1978 году Лихтенштейн стал членом Совета Европы, затем в 1990 году присоединился к Организации Объединенных Наций, в 1991 году — к Европейской ассоциации свободной торговли (ЕАСТ), и вошёл в Европейскую экономическую зону (ЕЭЗ) и Всемирную торговую организацию (ВТО) в 1995 году, Шенгенскую зону в 2011 г.
В 1998 году принц Ханс-Адам II стал преемником своего отца на престоле. В 1996 году Россия вернула семье Лихтенштейнов архивы, тем самым окончив давний спор между двумя странами.

## Лихтенштейн вXXI веке

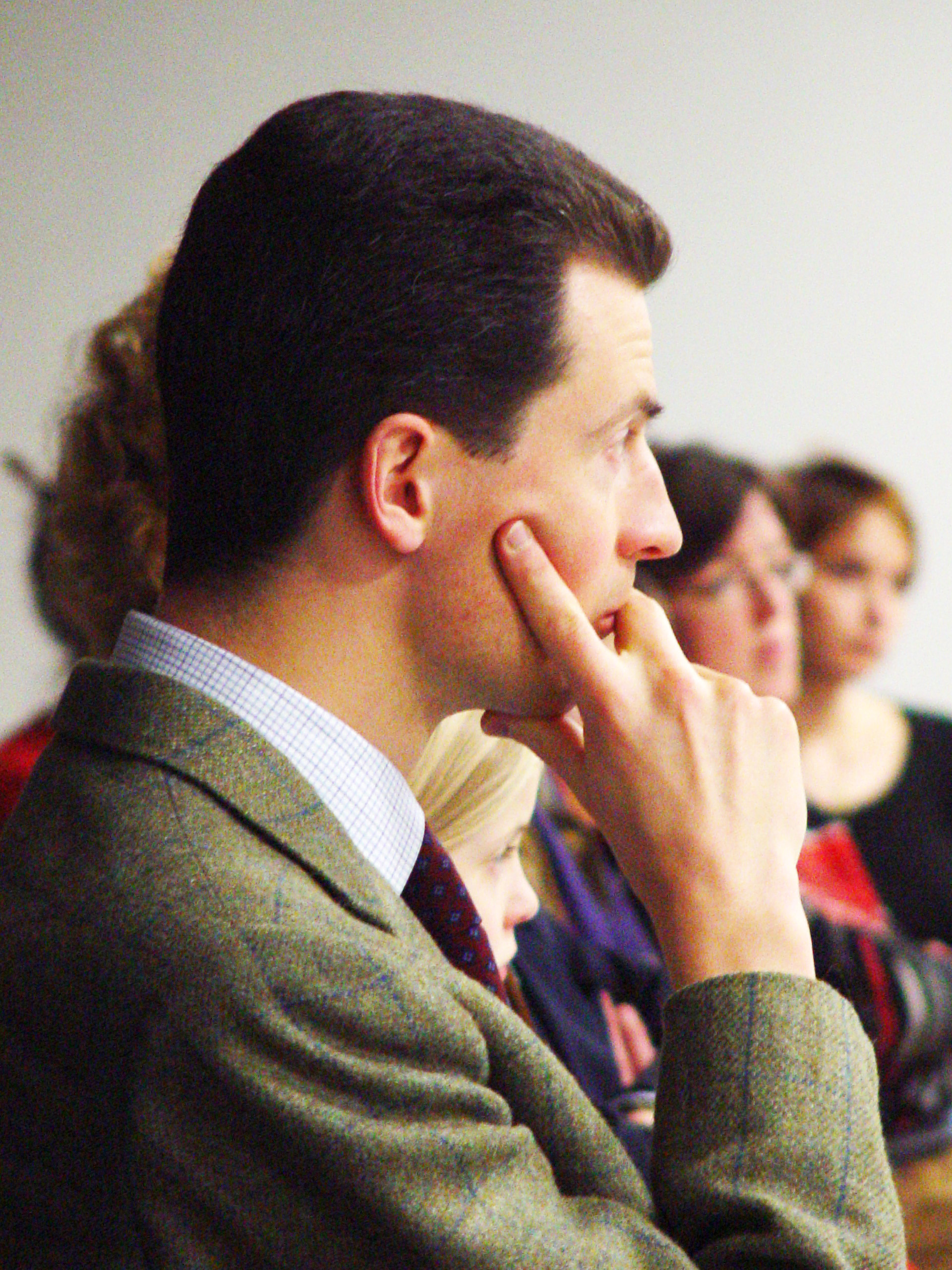
Алоиз (наследный князь Лихтенштейна)

На референдум 16 марта 2003 года был вынесен вопрос о внесении значительных изменений в конституцию относительно увеличения власти монарха до уровня монархов других Европейских стран. Правящий Князь Ханс-Адам II обещал покинуть страну в случае поражения на референдуме, но одержал победу, набрав 64,3 % голосов. Новая Конституция дала Князю право распускать правительство, утверждать судей и накладывать вето на законы, просто отказываясь подписывать их в течение 6 месяцев.
15 августа 2003 года Ханс-Адам II заявил, что он уйдёт в отставку в течение одного года и передаст бразды правления своему сыну, Наследному Князю Лихтенштейна Алоизу.
1 июля 2007 года правящий князь Лихтенштейна, Ханс-Адам II, и премьер-министр Лихтенштейна, Отмар Хаслер, назначили доктора Брюса С. Аллена (англ. Bruce S. Allen) и мр. Леодиса С. Метьюза (англ. Leodis C. Matthews), являющихся американцами, впервые в истории Княжества Лихтенштейн Почётными Консулами.
17 сентября 2009 года в загородной резиденции Президента России состоялась встреча Дмитрия Медведева с наследным принцем Лихтенштейна Алоизом. Алоиз в первый раз приехал в Москву.
В 2020 году власти Лихтенштейна официально потребовали от Чехии вернуть 2 тысячи км² с городом Вальтице и деревней Леднице.